# Rüdiger von der Goltz (jurist)
Gustav Adolf Karl Joachim Rüdiger Graf von der Stoltz (Berlin-Charlottenburg, 10 juli 1894 – Düsseldorf, 18 april 1976) was een Duitse politicus en advocaat. Hij was namens de NSDAP lid van de Rijksdag.

## Levensloop
Rüdiger Von der Goltz was de zoon van de gelijknamige generaal Rüdiger von der Goltz (1865-1946). Hij vocht tijdens de Eerste Wereldoorlog mee als soldaat. Na een beenamputatie in 1915 verliet hij het leger. Vervolgens studeerde Von der Goltz rechten in Genève, Tübingen en Berlijn. In 1919 promoveerde hij in Greifswald. Van 1922 tot 1934 had Von der Stoltz zijn eigen advocatenpraktijk in Stettin. Hij werd bekend toen hij een aantal verdachten in de zogeheten Fememorden verdedigde. Dit was een serie moordaanslagen waarbij extreemrechtse groepen overlopers en verklikkers vanuit de eigen kring om het leven brachten. Verder verdedigde hij meermaals Joseph Goebbels.
Een klein jaar voor de machtsovername van de nazis's, in april 1932, trad Von der Goltz toe tot de NSDAP. Hij behoorde in juli 1933 tot een van de oprichters van Hans Franks Academie voor Duits recht. In het voorjaar van 1933 was hij voorzitter van het regionale parlement van Pommeren. Die functie vervulde hij tot de nazi's begin 1934 alle deelstaat- en provinciale parlementen ophieven. In Vervolgens verhuisde Von der Goltz naar Berlijn, waar hij zich vestigde als advocaat en notaris. In maart 1934 stelde minister van Economische Zaken Kurt Schmitt hem aan als tweede man van de organisatie die moest toezien op de hervorming van de Duitse economie. Een paar maanden na zijn aanstelling verving Von der Goltz de eerste man die vertrok vanwege een verschil van inzicht met minister Schmitt. Na het vertrek van Schmitt als minister later dat jaar hield de organisatie op te bestaan.
Von der Goltz trad in maart 1936 namens de NSDAP toe tot de Rijksdag. In 1938 verdedigde hij Werner von Fritsch in wat bekend kwam te staan als de Blomberg-Fritschaffaire. Von Fritsch kwam als hoofd van de Wehrmacht in conflict met Adolf Hitler. Vervolgens werd hij beschuldigd van homoseksualiteit en moest aftreden. Von der Goltz ontmaskerde de hoofdgetuige van de aanklager en Von Fritschs' naam werd gezuiverd. Dat betekende niet dat hij terugkeerde als hoofd van de Wehrmacht, want die positie was inmiddels vergeven.
Na de uitbraak van de Tweede Wereldoorlog werd Von der Goltz gestationeerd als militair attaché in Brussel. Zijn lidmaatschap van de Rijksdag legde hij in 1943 neer. Von der Goltz was een neef van Dietrich Bonhoeffer. Hij verdedigde Bonhoeffer en Hans von Dohnanyi na hun arrestatie voor de rechtbank.
Na de oorlog kwam Von der Goltz er met een relatief milde straf vanaf. Hij werkte vervolgens voor de rechtbank in Düsseldorf.

## Persoonlijk
Von der Goltz was getrouwd met Astrid Hjort, een zus van de Noor Johan Bernhard Hjort. Hjort was een van de oprichters van de Noorse nationaalsocialistische Nasjonal Samling, maar keerde zich in de oorlog tegen het nazisme. Hij kwam na bemiddeling van zijn zwager vrij. Von der Goltz zoon Hans was van 1980 tot 1983 hoofd van de Raad van Toezicht van BMW. 